# Cosmos: A Spacetime Odyssey
Cosmos: A Spacetime Odyssey is een Amerikaanse documentaireserie over wetenschap, met Neil deGrasse Tyson als presentator. Het is een vervolg op Cosmos: A Personal Voyage uit 1980, dat gepresenteerd werd door Carl Sagan. De uitvoerend producenten zijn Ann Druyan, Sagans weduwe, en Seth MacFarlane. De eerste aflevering werd op 9 maart 2014 in de hele VS door tien 21st Century Fox-netwerken tegelijkertijd uitgezonden. De overige afleveringen werden eerst uitgezonden door Fox en de volgende dag opnieuw door National Geographic. In Nederland zond National Geographic Channel op zondag 16 maart 2014 de eerste aflevering uit.

## Productie

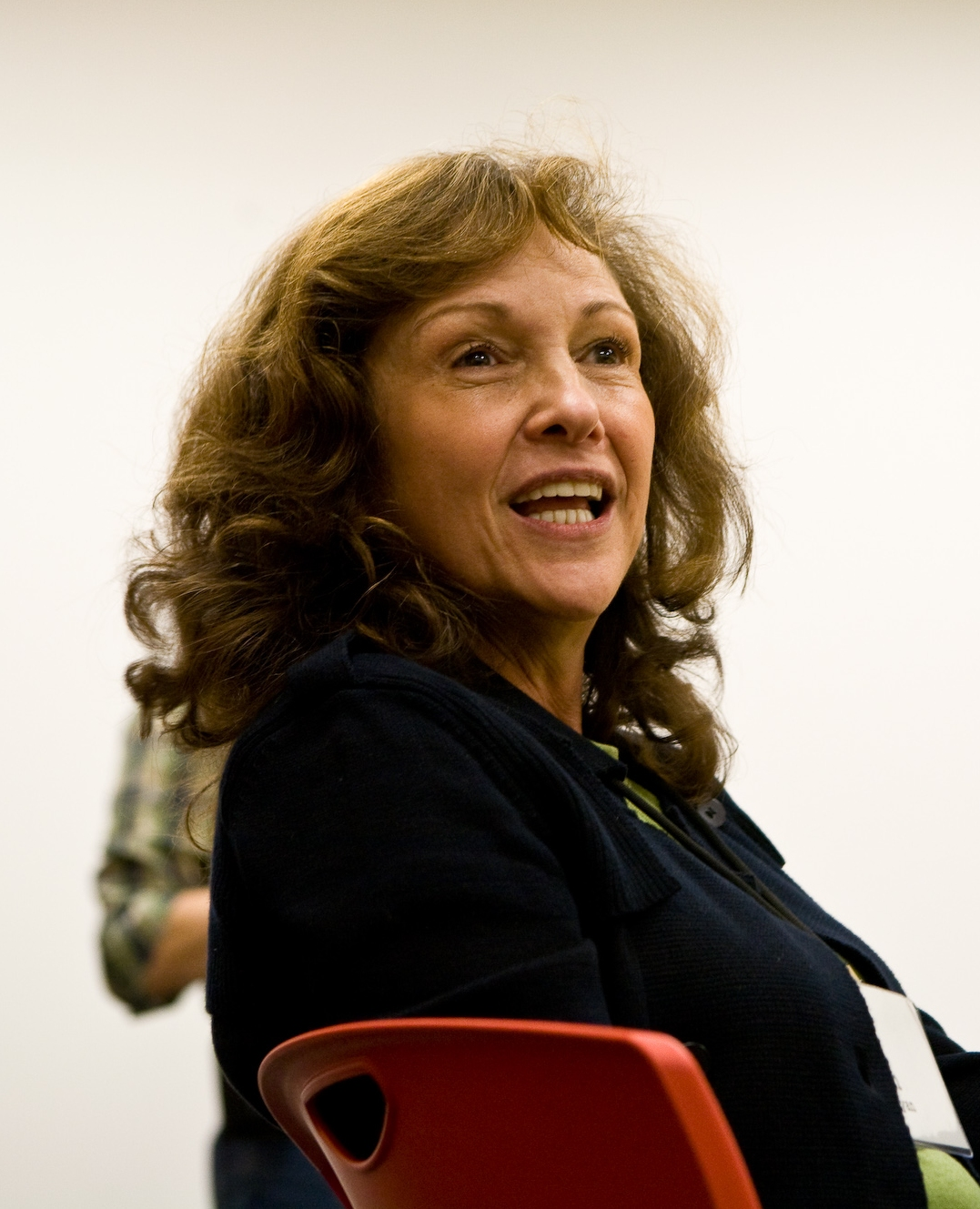
Ann Druyan, de weduwe van Carl Sagan en een van de coproducenten van het originele Cosmos, is uitvoerend producent van de nieuwe serie.

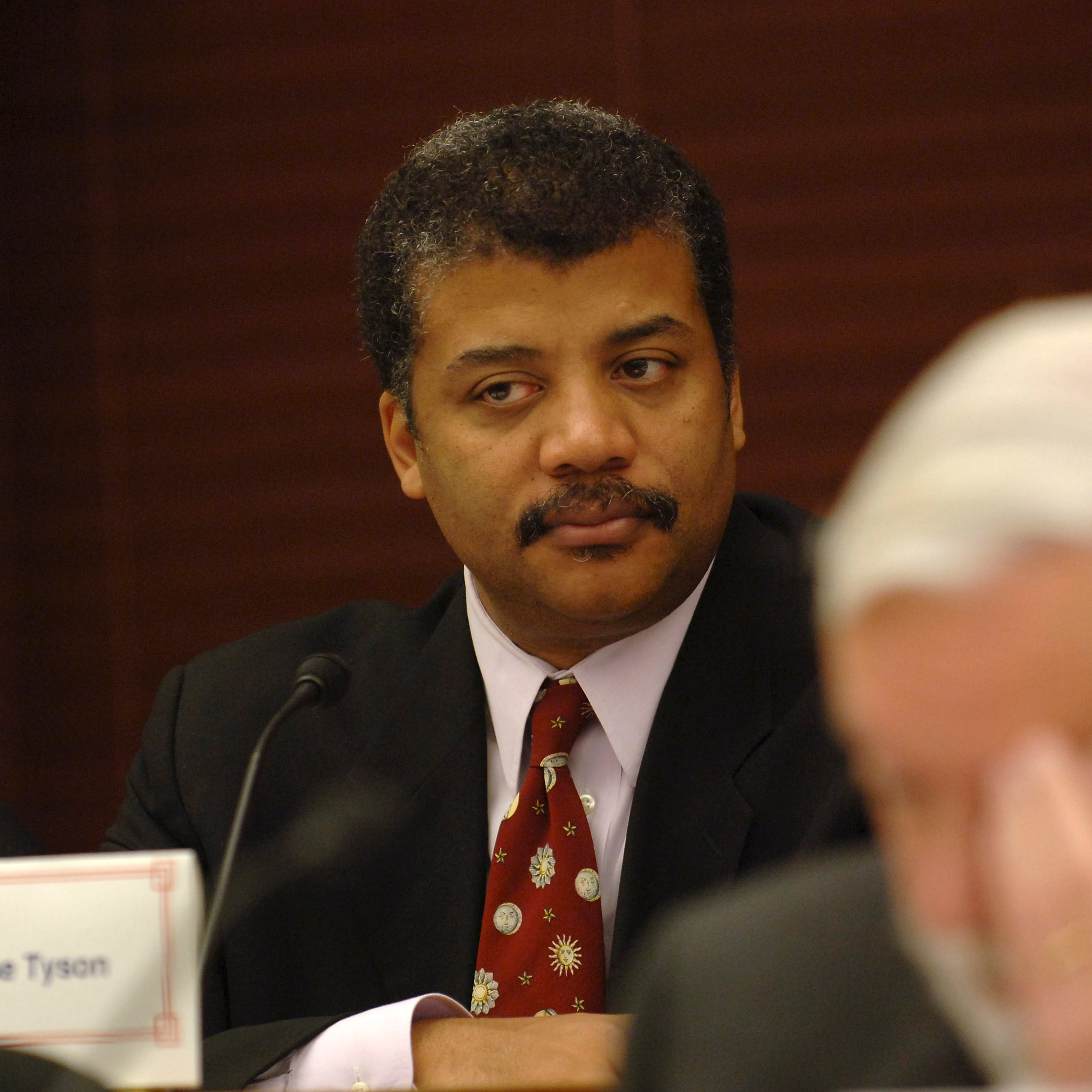
Astrofysicus Neil deGrasse Tyson is de verteller van het programma.

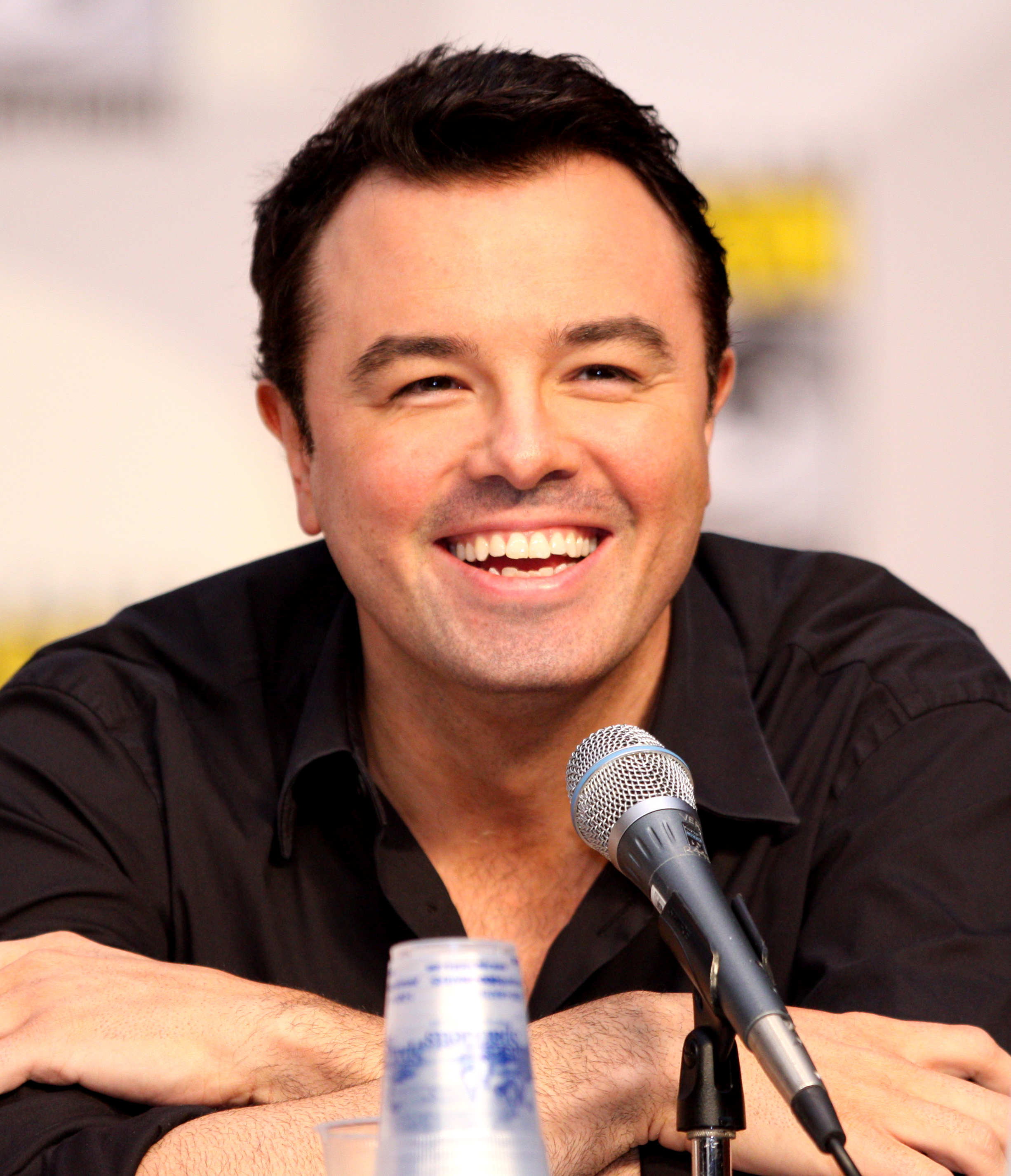
Animator Seth MacFarlane was essentieel voor het verkrijgen van financiering voor Cosmos en was ook uitvoerend producent.

De originele 13-delige serie Cosmos: A Personal Voyage werd in 1980 door Public Broadcasting Service uitgezonden met Carl Sagan als gastheer. Deze serie wordt sinds de vertoning als zeer invloedrijk beschouwd; Dave Itzkoff van The New York Times beschreef hem als "een keerpunt voor televisie met wetenschap als thema". Het programma is door ten minste 400 miljoen mensen in 60 verschillende landen gezien, en tot de documentaire The Civil War (1990) bleef het het best beoordeelde programma van het netwerk.
Na het overlijden van Carl Sagan in 1996 werd door zijn weduwe en medebedenkster van de originele Cosmos-serie Ann Druyan naar manieren gezocht om een nieuwe versie van de serie te ontwikkelen. Zij deed dit samen met astrofysicus Neil deGrasse Tyson en de oorspronkelijke producer Steven Sorter, ditmaal met het doel om de serie interessant te maken voor een zo breed mogelijk publiek en niet alleen voor diegenen die al geïnteresseerd zijn in wetenschap. Het duurde jaren om televisiezenders te overtuigen van de brede aantrekkingskracht van een dergelijke serie.
Seth MacFarlane, bedenker en maker van tekenfilmseries als Family Guy, ontmoette Druyan via Tyson in 2008 op een bijeenkomst van de Science & Entertainment Exchange, een afdeling van de National Academy of Sciences in Los Angeles die is opgezet om Hollywoodschrijvers samen te brengen met wetenschappers. Tijdens een lunch in New York hoorde MacFarlane een jaar later van Tyson over de ideeën om de Cosmos-serie nieuw leven in te blazen. MacFarlane werd als kind beïnvloed door de originele serie, waarbij hij inzag dat Cosmos kon dienen om "de brug te slaan tussen de academische wereld en het grote publiek". MacFarlane, die door zijn productiewerk voor Fox bekend was bij het bedrijf, organiseerde een bijeenkomst met Druyan en de netwerkbazen van Fox, Peter Rice en Kevin Reilly, en hielp mee om groen licht te verkrijgen voor de serie.

## Uitzending
In augustus 2011 werd officieel aangekondigd dat de serie vanaf het voorjaar 2014 zou worden uitgezonden op primetime. De afleveringen zijn een coproductie tussen Cosmos Studios (Ann Druyan), Fuzzy Door Productions (Seth MacFarlane) en National Geographic Channel. De uitvoerende producenten zijn:
- Ann Druyan;
- Seth MacFarlane;
- Mitchell Cannold;
- Brannon Braga (regisseur)[1]

Reilly, van Fox, die bang was dat de show een mogelijk risico vormde en eigenlijk niet paste binnen de normale programmering van de zender, verantwoorde de keuze om de serie uit te zenden als volgt: "Wij geloven dat dit een even grote culturele impact kan hebben als de originele serie en stelden daarom de middelen van het tv-netwerk ter beschikking voor het creëren van de show."
De serie werd eerst uitgezonden op de zender Fox, om vervolgens dezelfde avond ook te worden uitgezonden op National Geographic Channel. In Canada werd de serie tegelijkertijd uitgezonden via Global, National Geographic Channel en Nat Geo Wild. In Nederland was de serie vanaf 16 maart 2014 te zien op National Geographic Channel, elke zondagavond om 22:00 uur. Een preview van de eerste aflevering van de serie werd uitgezonden voor filmstudenten tijdens het White House Student Film Festival op 28 februari 2014.
In een interview op de Point of Inquiry-podcast zei Tyson dat het hun doel was om de "essentie van de oorspronkelijke Cosmos te vangen" die hij beschreef als "inspirerende thema's die mensen tot handelen aanzetten." Druyan beschreef de thema's van verwondering en scepsis die ze in de scripts hebben opgenomen in een interview met de Skepticality-podcast: "Om in aanmerking te komen voor onze show, moet het [een onderwerp] je raken. Het moet wel nog steeds echt goede wetenschap zijn - geen enkele toegeving op dat punt. Maar het moet ook evenveel scepsis als verwondering hebben." In een Big Picture Science-interview zei Tyson dat het succes van de oorspronkelijke serie de bal aan het rollen heeft gebracht voor de proliferatie aan wetenschapsprogramma's: "De taak voor de volgende generatie van Cosmos verschilt enigszins omdat ik je geen 'textbook science' moet bijbrengen. Die was sterk aanwezig in de oorspronkelijke Cosmos, maar dat is niet wat je het meeste bijblijft. De meeste mensen die aan de oorspronkelijke serie terugdenken, herinneren zich vooral de ambitie om wetenschap op zo'n manier te presenteren dat het iets voor je betekent waardoor je doen en laten als burger van dit land en in het bijzonder als wereldburger kunnen worden beïnvloed."
Tyson zei dat de nieuwe serie zowel nieuw materiaal als bijgewerkte versies van onderwerpen uit de oorspronkelijke serie zou bevatten, maar dat de show voornamelijk gericht was op de "noden van de mensen van vandaag." "We willen een programma maken dat niet gewoon een vervolg is op het eerste, maar dat voortvloeit uit de tijd waarin we het maken, zodat het een 21e-eeuws publiek aanspreekt." Tyson is van mening dat de successen van op wetenschap georiënteerde series zoals The Big Bang Theory en CSI: Crime Scene Investigation en films zoals Gravity "wetenschap mainstream hebben gemaakt" en hij verwacht dat Cosmos "in een uiterst vruchtbare bodem zal vallen".
Tyson bevestigde dat essentiële elementen uit de oorspronkelijke serie, zoals het ruimteschip van de verbeelding ('Spaceship of the Imagination') en de kosmische kalender ('Cosmic Calendar'), met verbeterde speciale effecten in de serie werden verwerkt, naast nieuwe elementen. De animaties hiervoor werden gecreëerd door een team dat door MacFarlane persoonlijk werd samengesteld voor de serie. MacFarlane liet via Twitter weten dat de muziek door Alan Silvestri gecomponeerd zou worden.

## Afleveringen
| Aflevering | Titel                                | Regie         | Script                     | Uitzenddatum (Nederland en België) |
| ---------- | ------------------------------------ | ------------- | -------------------------- | ---------------------------------- |
| 1          | Standing Up in the Milky Way         | Brannon Braga | Ann Druyan en Steven Soter | 16 maart 2014                      |
| 2          | Some of the Things That Molecules Do | Bill Pope     | Ann Druyan en Steven Soter | 23 maart 2014                      |
| 3          | When Knowledge Conquered Fear        | Brannon Braga | Ann Druyan en Steven Soter | 30 maart 2014                      |
| 4          | A Sky Full of Ghosts                 | Brannon Braga | Ann Druyan en Steven Soter | 6 april 2014                       |
| 5          | Hiding in the Light                  | Bill Pope     | Ann Druyan en Steven Soter | 13 april 2014                      |
| 6          | Deeper, Deeper, Deeper Still         | Bill Pope     | Ann Druyan en Steven Soter | 20 april 2014                      |
| 7          | The Clean Room                       | Brannon Braga | Ann Druyan en Steven Soter | 27 april 2014                      |
| 8          | Sisters of the Sun                   | Brannon Braga | Ann Druyan en Steven Soter | 4 mei 2014                         |
| 9          | The Lost Worlds of Planet Earth      | Brannon Braga | Ann Druyan en Steven Soter | 11 mei 2014                        |
| 10         | The Electric Boy                     | Bill Pope     | Ann Druyan en Steven Soter | 18 mei 2014                        |
| 11         | The Immortals                        | Brannon Braga | Ann Druyan en Steven Soter | 25 mei 2014                        |
| 12         | The World Set Free                   | Brannon Braga | Ann Druyan en Steven Soter | 1 juni 2014                        |
| 13         | Unafraid of the Dark                 | Ann Druyan    | Ann Druyan en Steven Soter | 8 juni 2014                        |

## Ontvangst
Op 10 juli 2014 werd Cosmos: A Spacetime Odyssey genomineerd voor 12 Emmy Awards, waaronder een in de categorie "Outstanding Documentary Or Nonfiction Series" ("Uitzonderlijke documentaire of non-fictieserie").